# Stefan Ebner (Fußballspieler)
Stefan Ebner (* 15. September 1986) ist ein österreichischer Fußballtorwart.

## Karriere
Ebner begann seine Karriere bei der USK Hof. 2001 ging er in die AKA Salzburg. 2005 wechselte er zum SV Grödig. 2008 wechselte er zur USK Anif. 2012 wechselte er zum SV Austria Salzburg, mit dem er 2015 den Aufstieg in den Profifußball feierte. Sein Profidebüt gab er am 1. Spieltag gegen den SKN St. Pölten. Mit der Austria musste er bereits nach einer Saison wieder den Gang in die Regionalliga antreten.